# Encentrum liepolti
Encentrum liepolti is een raderdiertjessoort uit de familie Dicranophoridae. De wetenschappelijke naam van deze soort is voor het eerst geldig gepubliceerd in 1964 door Donner.